# Mykki Blanco
Mykki Blanco, née le 2 avril 1986 dans le comté d'Orange, en Californie, est une rappeuse, poète et militante pour les droits LGBT américaine.

## Biographie

### Jeunesse
Quattlebaum est née dans le comté d'Orange, Californie. Son père, Michael Quattlerbaum Sr., était spécialiste en informatique avant de devenir voyant. Sa mère, Deborah Butler, était parajuriste au North Carolina Patent and Trademark Office. Elle tient ses origines afro-américaines du côté de son père. Les parents de Quattlebaum divorcent lorsqu'elle a deux ans. Enfant, elle réside dans le comté de San Mateo, en Californie, près de ses grands-parents paternels, avant d'emménager à Raleigh, Caroline du Nord.
À 15 ans, Quattlebaum remporte un Indies Spirit Award pour le collectif qu'elle a formé, Paint In Consciousness Experimental Theater, à Raleigh,. À 16 ans, Quattlebaum fugue avant de partir à New York. Elle passe du temps en Californie, avant d'obtenir une bourse d'études complète pour l'École de l'Institut d'art de Chicago, mais arrête après deux trimestres en 2006. Elle étudie également et brièvement à la Parsons The New School for Design de New York,.
Blanco a fait l'usage de différents pronoms tout au long de sa carrière. En date de 2020, elle utilise les pronoms féminins et neutres.

### Carrière
Le recueil de poèmes de Quattlebaum, From the Silence of Duchamp to the Noise of Boys, est publié sous l'empreinte de OHWOW, le 17 juin 2011,. En 2012, Blanco publie son premier EP, Mykki Blanco and the Mutant Angels. Puis en novembre 2012, Blanco publie la mixtape Cosmic Angel: The Illuminati Prince/ss. La mixtape est produite par Brenmar, Flosstradamus, Gobby, Le1f, Matrixxman, et Sinden,. Il participe à l'album Junto de Basement Jaxx.
En 2013, Blanco publie son deuxième EP Betty Rubble: The Initiation. En mai 2014, elle publie l'EP Spring / Summer 2014, suivi par une seconde mixtape Gay Dog Food en octobre. Gay Dog Food contient un titre spoken word avec Kathleen Hanna et la participation, entre autres, de Cities Aviv, et Cakes da Killa.
Le 17 mai 2016, le clip du single High School Never Ends (feat. Woodkid) est posté sur YouTube. Son premier album, Mykki sort le 16 septembre 2016. En décembre 2016, le clip Loner (feat. Jean Deaux et co-produit par PornHub) est interdit et supprimé de la plateforme YouTube pour non-conformité aux règles de communauté, la raison principale étant un plan de moins d'une seconde sur des testicules. Mykki Blanco a dénoncé cette censure homophobe. Lors d'un tweet, elle s'est exprimée : « Des femmes aux seins et aux fesses nu.e.s est acceptable, mais une imagerie queer suggestive est interdite. » (2 déc 2016). À la suite de la mobilisation publique suscitée par cette censure, la vidéo est réintégrée par YouTube.

### Influences artistiques
Le personnage artistique Mykki Blanco, alter ego adolescente de Quattlebaum, a commencé à apparaître sur YouTube en 2010, puis a évolué vers des pièces sonores et performatives. Le nom de Mykki Blanco est lui-même inspiré par Kimmy Blanco, l'alter ego de Lil' Kim. Ses influences incluent Lil' Kim, GG Allin, Jean Cocteau, Kathleen Hanna, Lauryn Hill, Rihanna, Marilyn Manson et Anaïs Nin,.
Mykki Blanco est inspirée par le mouvement des riot grrrl, mais aussi par le queercore, porté par Bruce LaBruce et la drag queen Vaginal Davis. Blanco est située comme l'une des pionnières du hip-hop queer, bien qu'elle ne souhaite pas être labellisée « gay rap » ou « queer rap ». Blanco est aussi en désaccord avec sa catégorisation en tant qu'artiste drag, déclarant « Vous ne pouvez pas m'identifier comme un rappeur travesti. Je n'ai jamais vogué de ma vie. Mon background est punk et Riot Grrl. » Blanco se décrit comme multi-genre,.

## Vie privée
En juin 2015, elle annonce sur Twitter sa séropositivité depuis 2011. Blanco explique sa décision : « Je l'ai fait pour moi même, à un moment ma vie personnelle doit être plus importante que ma carrière. » Elle publie cette information sur son Facebook pendant la saison de la Pride. Plus de 12 000 abonnés de Facebook likent son post, et plus de 700 le partagent.
Mykki avoue qu'avant de prendre cette décision elle pensait plutôt arrêter sa carrière musicale. Elle pensait que l'annonce n'allait pas être bien reçue par le monde de la musique. Elle explique : « Mykki Blanco est connue pour être fun. Le SIDA n'est pas fun. Donc comment je pourrais avoir le SIDA et être fun? » Pendant cette période elle faisait des plans pour être une journaliste qui travaillait dans le milieu LGBTQ globalement, mais avec les réactions positives qu'elle a reçu, elle a continué d'être artiste.

## Discographie

### Albums studio
- 2016 : Mykki
- 2021 : Broken Hearts & Beauty Sleep
- 2022 : Stay Close to Music

### EPs
- 2012 : Mykki Blanco and the Mutant Angels
- 2013 : Betty Rubble: The Initiation
- 2014 : Spring/Summer 2014
- 2016 : Highschool Never Ends en collaboration avec Woodkid
- 2021 : Broken Hearts & Beauty Sleep

### Mixtapes
- 2012 : Cosmic Angel: The Illuminati Prince/ss
- 2014 : Gay Dog Food
- 2015 : White Pelle Pelle